# Longitarsus ibericus
Longitarsus ibericus là một loài bọ cánh cứng trong họ Chrysomelidae. Loài này được Leonardi & Mohr miêu tả khoa học năm 1974.